# Prvenstvo Nogometnog saveza općine Zadar 1974./75.
Prvenstvo Nogometnog saveza općine Zadar (također i kao Općinska nogometna liga Zadar) je bila liga petog ranga natjecanja nogometnog prvenstva Jugoslavije u sezoni 1974./75. 
 
Sudjelovalo je 18 klubova u dvije skupine prvaci kojih su bili "Omladinac" iz Zadra (Skupina A) i "Zlatna luka" iz Sukošana (Skupina B). Ukupni pobjednik nakon razigravanja je bila "Zlatna luka". 

## A skupina

### Ljestvica
| mj. | klub                   | ut. | pob. | ner. | por. | gol+ | gol- | bod |
| --- | ---------------------- | --- | ---- | ---- | ---- | ---- | ---- | --- |
| 1.  | Omladinac Zadar        | 16  | 12   | 3    | 1    | 46   | 7    | 27  |
| 2.  | Smoković               | 15  | 12   | 2    | 1    | 35   | 8    | 26  |
| 3.  | Hajduk Pridraga        | 15  | 6    | 6    | 3    | 31   | 19   | 18  |
| 4.  | Goran Bibinje          | 15  | 7    | 3    | 5    | 37   | 25   | 17  |
| 5.  | Putnik Debeljak        | 16  | 7    | 1    | 8    | 25   | 49   | 15  |
| 6.  | Škabrnja               | 16  | 6    | 2    | 8    | 26   | 25   | 14  |
| 7.  | Sloboda Posedarje      | 14  | 3    | 3    | 8    | 14   | 31   | 9   |
| 8.  | Ciglar Nin             | 16  | 2    | 3    | 11   | 15   | 26   | 7   |
| 9.  | Kotarac Zemunik Gornji | 16  | 2    | 2    | 12   | 19   | 39   | 6   |

 "Sloboda" iz Posedarja je nakon 11. kola bila suspendirana zbog incidenta. Kasnije joj je bilo dopušteno odigrati preostale utakmice, ali su suci NS Zadar odbili suditi "Slobodine" utakmice, te su preostale utakmice registrirane 3:0 za protivnika "Slobode" 

### Rezultatska križaljka
| kratica | klub                   | CIG | GOR | HAJ  | KOT | OML | PUT      | SLO      | SMO   | ŠKA   |
| --- | ---------------------- | --- | --- | ---- | --- | --- | -------- | -------- | ----- | ----- |
| CIG | Ciglar Nin             |     | 3:3 |      |     |     |          |          |       |       |
| GOR | Goran Bibinje          |     |     | n.i. | 3:1 |     |          |          | 1:2   |       |
| HAJ | Hajduk Pridraga        | 4:1 |     |      |     |     |          |          |       |       |
| KOT | Kotarac Zemunik Gornji |     |     | 2:4  |     |     |          |          |       |       |
| OML | Omladinac Zadar        | 4:1 |     |      |     |     |          |          |       |       |
| PUT | Putnik Debeljak        |     |     |      | 1:0 |     |          |          | 1:1 * | 2:0 * |
| SLO | Sloboda Posedarje      |     |     |      |     |     | 0:3 p.f. |          |       |       |
| SMO | Smoković               |     |     |      |     | 2:1 | 1:1 *    |          |       |       |
| ŠKA | Škabrnja               |     |     |      |     |     | 0:2 *    | 3:0 p.f. |       |       |
| |                        |     |     |      |     |     |          |          |       |       |
| podebljan rezultat - utakmice od 1. do 9. kola (1. utakmica između klubova) rezultat normalne debljine - utakmice od 10. do 18. kola (2. utakmica između klubova) rezultat nakošen - nije vidljiv redoslijed odigravanja međusobnih utakmica iz dostupnih izvora rezultat nakošen i smanjen * - iz dostupnih izvora nije uočljiv domaćin susreta prekrižen rezultat - poništena ili brisana utakmica p - utakmica prekinuta 3:0 p.f. / 0:3 p.f. - rezultat 3:0 bez borbe n.i. - utakmica nije igrana |                        |     |     |      |     |     |          |          |       |       |

 Izvori: 

## B skupina

### Ljestvica
| mj. | klub                 | ut. | pob. | ner. | por. | gol+ | gol- | bod |
| --- | -------------------- | --- | ---- | ---- | ---- | ---- | ---- | --- |
| 1.  | Zlatna luka Sukošan  | 16  | 12   | 3    | 1    | 43   | 11   | 27  |
| 2.  | Bagat Zadar          | 16  | 12   | 2    | 2    | 55   | 14   | 26  |
| 3.  | Pakoštane            | 16  | 7    | 4    | 5    | 24   | 29   | 18  |
| 4.  | Croatia Turanj       | 16  | 5    | 5    | 6    | 35   | 38   | 15  |
| 5.  | Dalmatinac Crno      | 16  | 6    | 3    | 7    | 27   | 34   | 15  |
| 6.  | Autotransport Zadar  | 16  | 6    | 2    | 8    | 36   | 35   | 14  |
| 7.  | Nova Zora Filipjakov | 16  | 4    | 3    | 9    | 29   | 35   | 11  |
| 8.  | Galovac              | 16  | 4    | 3    | 9    | 23   | 56   | 11  |
| 9.  | Polača               | 16  | 3    | 1    | 12   | 24   | 43   | 7   |

- Filipjakov – tadašnji naziv za Sveti Filip i Jakov

### Rezultatska križaljka
| kratica | klub                 | AUT | BAG | CRO | DAL | GAL | NOZ | PAK | POL | ZLL |
| --- | -------------------- | --- | --- | --- | --- | --- | --- | --- | --- | --- |
| AUT | Autotransport Zadar  |     |     |     |     | 7:3 |     |     |     |     |
| BAG | Bagat Zadar          | 1:0 |     |     |     |     | 4:1 |     |     |     |
| CRO | Croatia Turanj       | 2:4 |     |     |     |     |     |     |     |     |
| DAL | Dalmatinac Crno      |     |     |     |     |     |     | 3:0 |     |     |
| GAL | Galovac              |     |     |     |     |     |     |     | 2:1 |     |
| NOZ | Nova Zora Filipjakov |     |     |     | 6:1 |     |     |     |     |     |
| PAK | Pakoštane            |     |     |     |     |     | 2:1 |     |     |     |
| POL | Polača               |     |     | 1:2 |     |     |     |     |     |     |
| ZLL | Zlatna luka Sukošan  |     | 2:0 |     | 0:0 | 6:0 |     |     |     |     |
| |                      |     |     |     |     |     |     |     |     |     |
| podebljan rezultat - utakmice od 1. do 9. kola (1. utakmica između klubova) rezultat normalne debljine - utakmice od 10. do 18. kola (2. utakmica između klubova) rezultat nakošen - nije vidljiv redoslijed odigravanja međusobnih utakmica iz dostupnih izvora rezultat nakošen i smanjen * - iz dostupnih izvora nije uočljiv domaćin susreta prekrižen rezultat - poništena ili brisana utakmica p - utakmica prekinuta 3:0 p.f. / 0:3 p.f. - rezultat 3:0 bez borbe n.i. - utakmica nije igrana |                      |     |     |     |     |     |     |     |     |     |

 Izvori: 

## Za prvaka
| Zlatna luka Sukošan | – | Omladinac Zadar | 3:0, 0:2 | [ 5 ] [ 6 ] |

"Zlatna luka" prvak lige te u dodatne kvalifikacije s prvakom Šibenske lige

## Unutarnje poveznice
- Dalmatinska liga 1974./75.
- Prvenstvo Šibenskog saveza 1974./75.